# Long Sutton (Somerset)
Long Sutton es una parroquia civil y un pueblo del distrito de South Somerset, en el condado de Somerset (Inglaterra). Se encuentra a 6,4 kilómetros de Somerton.

## Historia
Hay pruebas de la ocupación romana a lo largo del distrito. Fue registrado en el Libro Domesday como Sutone. La parroquia de Long Sutton era parte de la Hundred de Somerton.
El señorío fue otorgado por el Rey Alfredo el Grande a la Abadía de Athelney, y fue mantenido por la Abadía hasta la disolución de los monasterios en 1539. En 1600 fue comprado por Sir John Spencer, quien había sido previamente el alcalde de Londres. Más tarde fue parte de la hacienda del Duque de Devonshire, quien lo disolvió en 1919.
Hasta el siglo XX, la agricultura fue la industria principal. La población se ha mantenido entre 800 y 1000 desde el siglo XIX.

## Geografía
Según la Oficina Nacional de Estadística británica, Long Sutton tiene una superficie de 15,44 km².

## Demografía
Según el censo de 2001, Long Sutton tenía 804 habitantes (49,5% varones, 50,5% mujeres) y una densidad de población de 52,07 hab/km². El 15,67% eran menores de 16 años, el 73,13% tenían entre 16 y 74 y el 11,19% eran mayores de 74. La media de edad era de 46,17 años. Del total de habitantes con 16 o más años, el 18,14% estaban solteros, el 67,26% casados y el 14,6% divorciados o viudos.
El 94,54% de los habitantes eran originarios del Reino Unido. El resto de países europeos englobaban al 1,36% de la población, mientras que el 4,09% había nacido en cualquier otro lugar. Según su grupo étnico, el 98,76% eran blancos, el 0,5% mestizos, el 0,37% negros y el 0,37% chinos. El cristianismo era profesado por el 84,95%, mientras que el 9,33% no eran religiosos y el 5,72% no marcaron ninguna opción en el censo.
344 habitantes eran económicamente activos, 334 de ellos (97,09%) empleados y 10 (2,91%) desempleados. Había 339 hogares con residentes, 13 vacíos y 6 eran alojamientos vacacionales o segundas residencias.